# Universidad del Pacífico Sur
La Universidad del Pacífico Sur (USP) es una universidad pública situada en varios pequeños archipiélagos de la Oceanía Lejana, con campus en doce estados archipielágicos. 
La USP fue fundada en 1968 con sede central en Suva (Fiyi), donde se encuentra el rectorado. Ofrece el estudio de pregrado y postgrado de programas que incluyen la enseñanza, turismo, periodismo, agricultura, ciencia y gestión del medio ambiente, tecnología, informática y sistemas de información, banca y finanzas, administración pública y la gestión, asesoramiento y servicios sociales y otros.

## Países y campus
| País           | Campus                        | Localidad |
| Islas Cook     | Campus de las Islas Cook      | Rarotonga |
| Fiyi           | Campus de Labasa              | Labasa    |
| Fiyi           | Campus de Laucala (Rectorado) | Suva      |
| Fiyi           | Campus de Lautoka             | Lautoka   |
| Kiribati       | Campus de Kiribati            | Tarawa    |
| Islas Marshall | Campus de las Islas Marshall  | Majuro    |
| Nauru          | Campus de Nauru               | Aiwo      |
| Niue           | Campus de Niue                | Alofi     |
| Samoa          | Campus de Alafua              | Apia      |
| Islas Salomón  | Campus de Islas Salomón       | Honiara   |
| Tokelau        | Campus de Tokelau             | Fakaofo   |
| Tonga          | Campus de Tonga               | Nukualofa |
| Tuvalu         | Campus de Tuvalu              | Funafuti  |
| Vanuatu        | Campus de Emalus              | Port Vila |

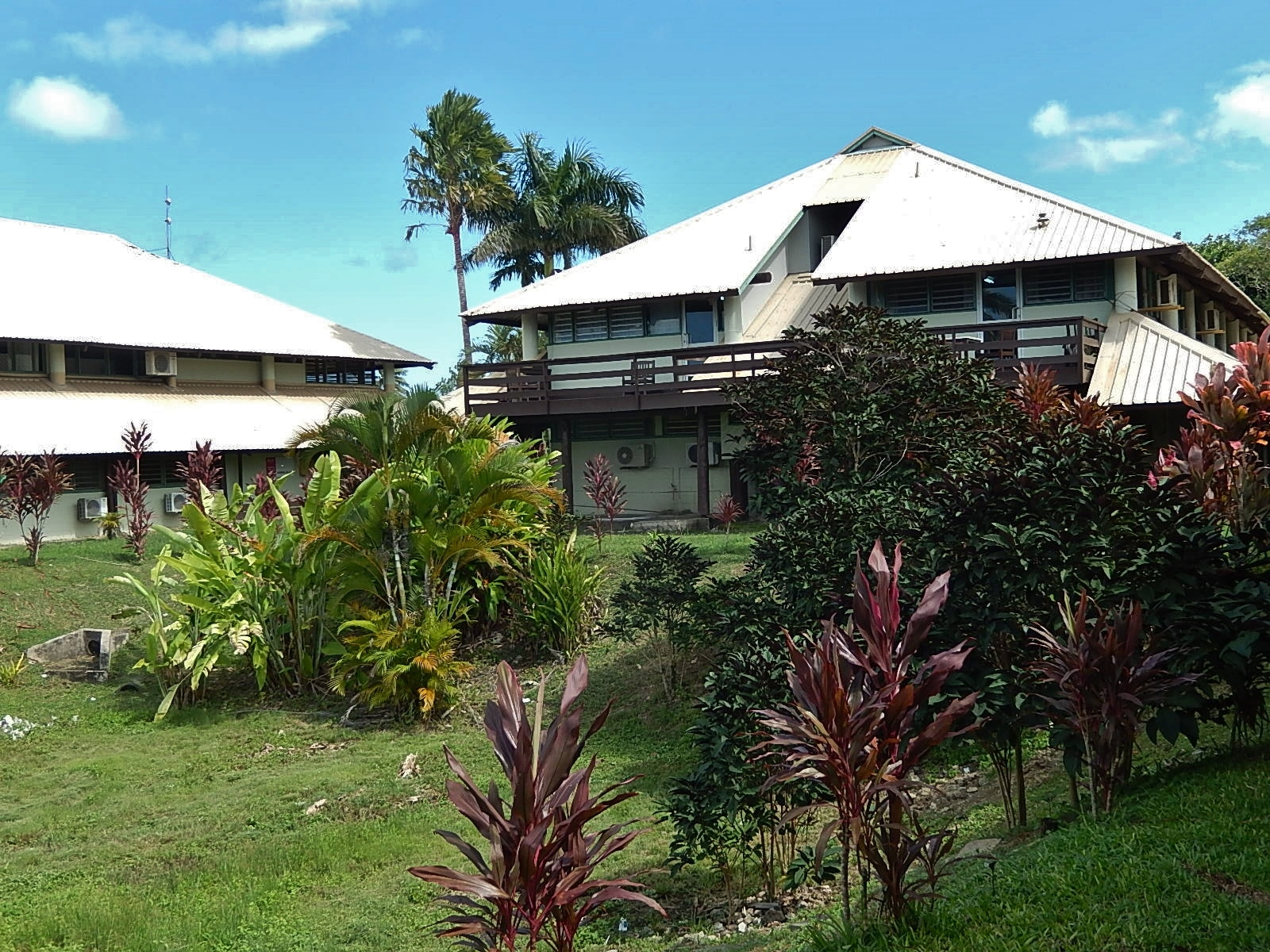
Campus en Suva, Fiji
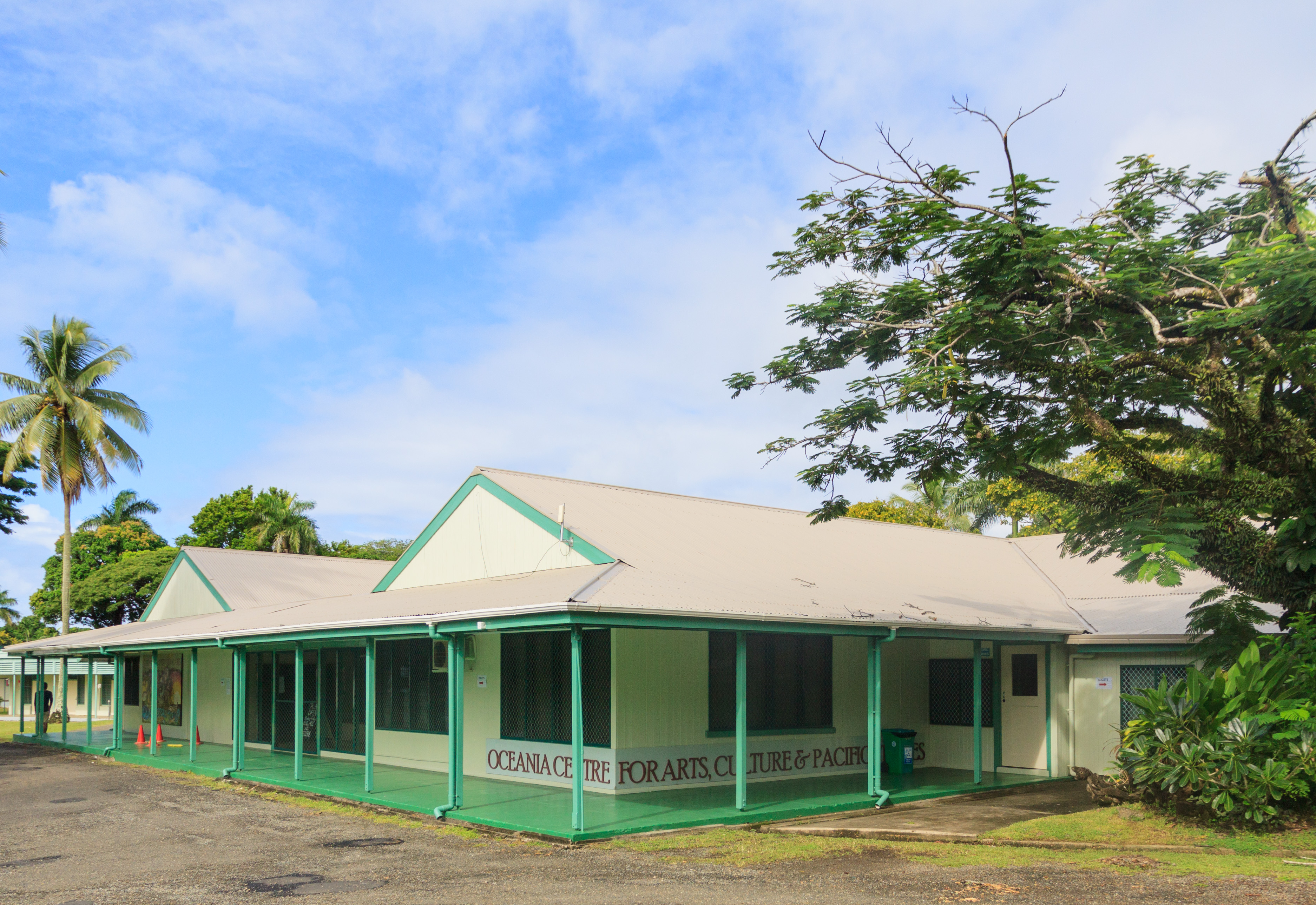
Campus en Suva, Fiji
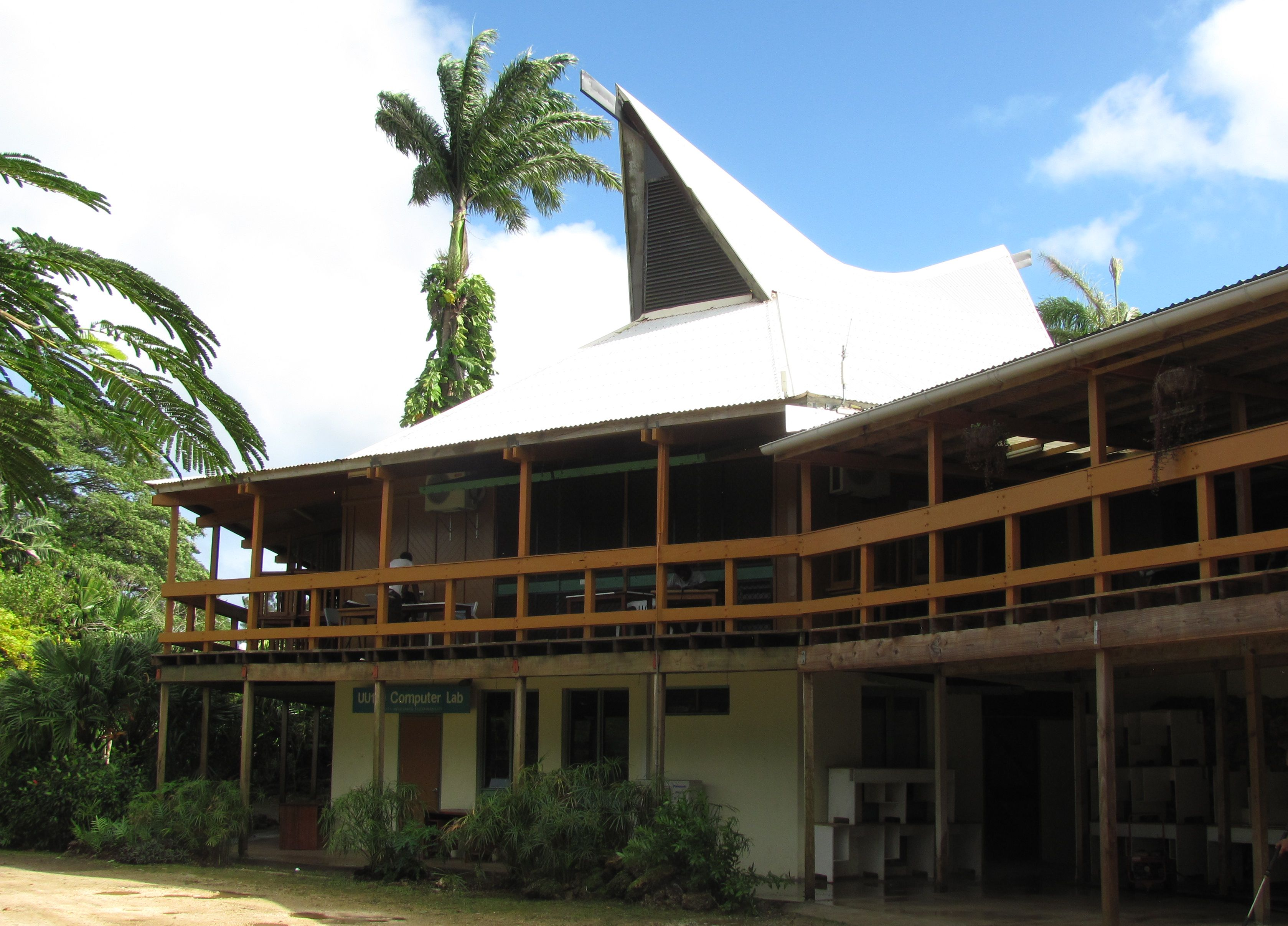
Campus en Port Vila, Vanuatu (2013)
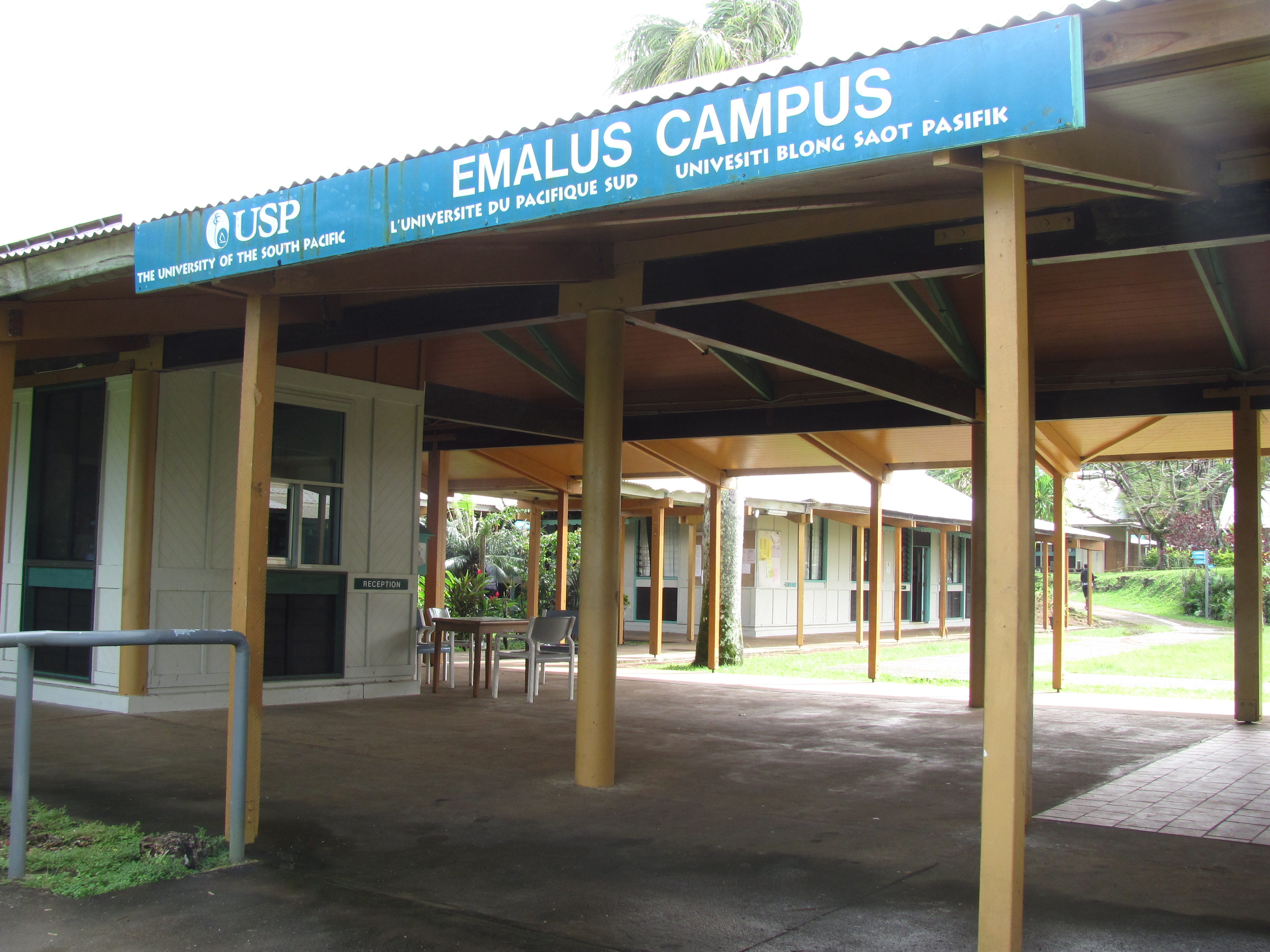
Campus en Port Vila, Vanuatu (2013)
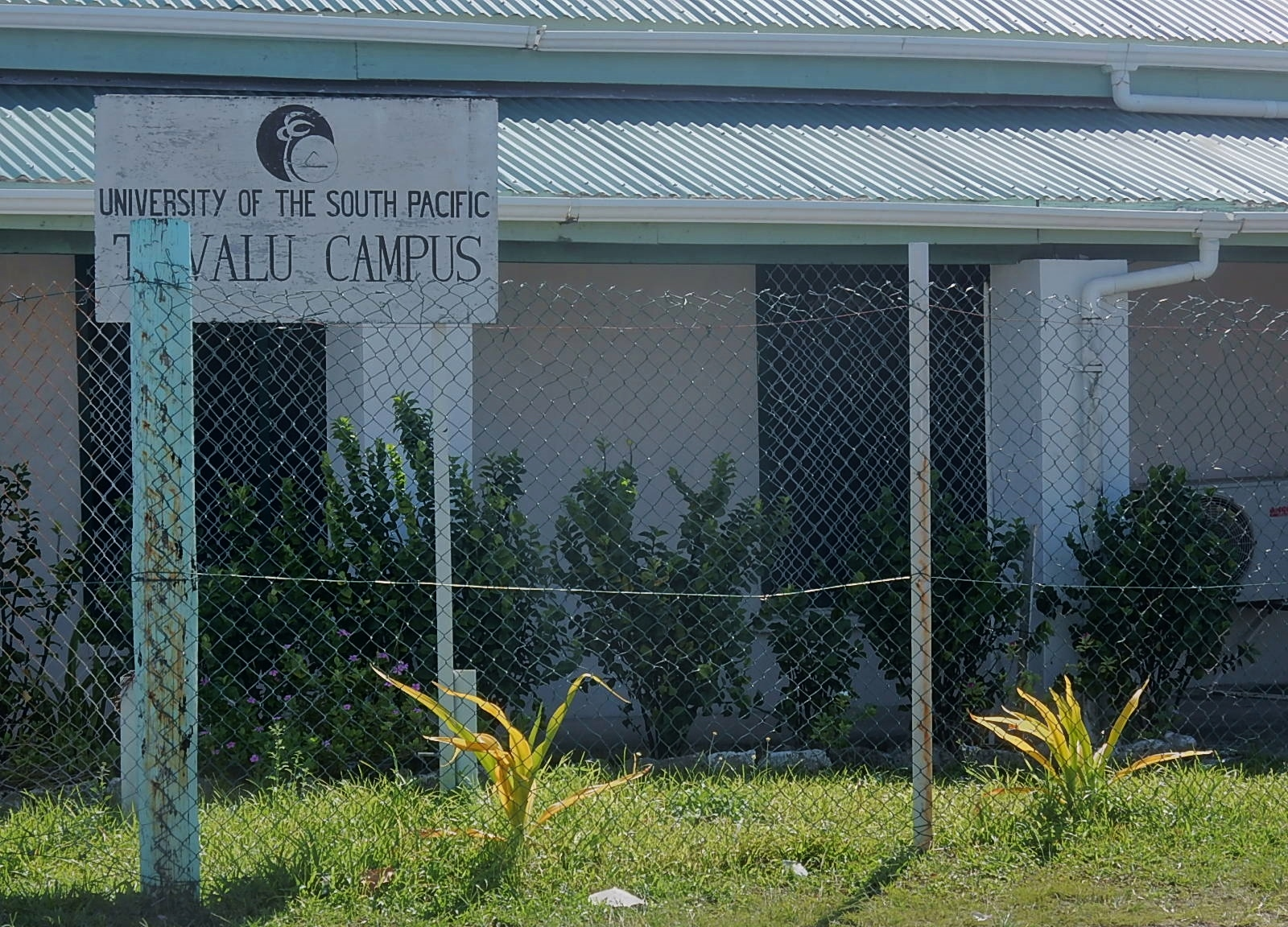
Campus Tuvalu en Funafuti
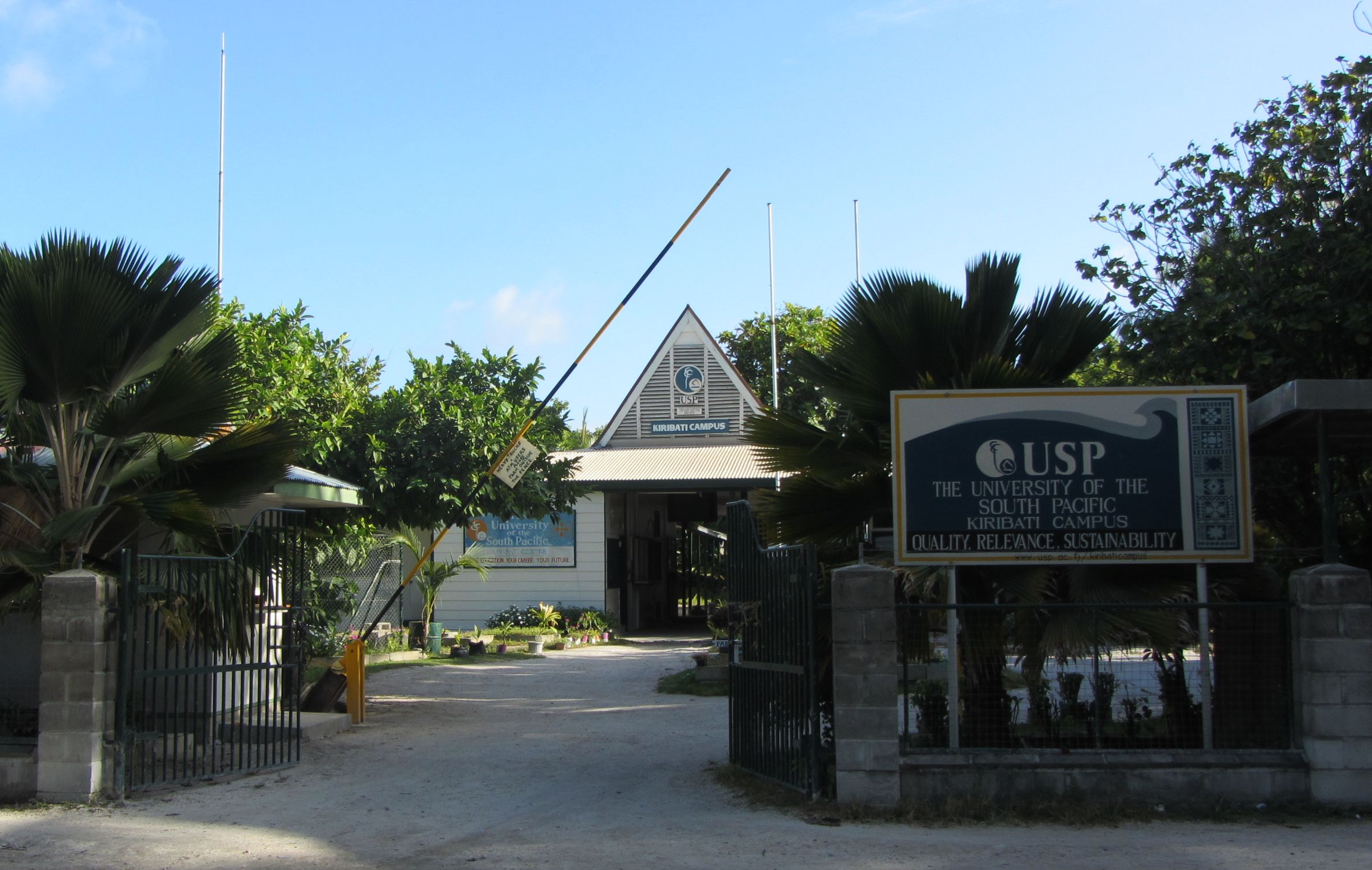
Campus Kiribati
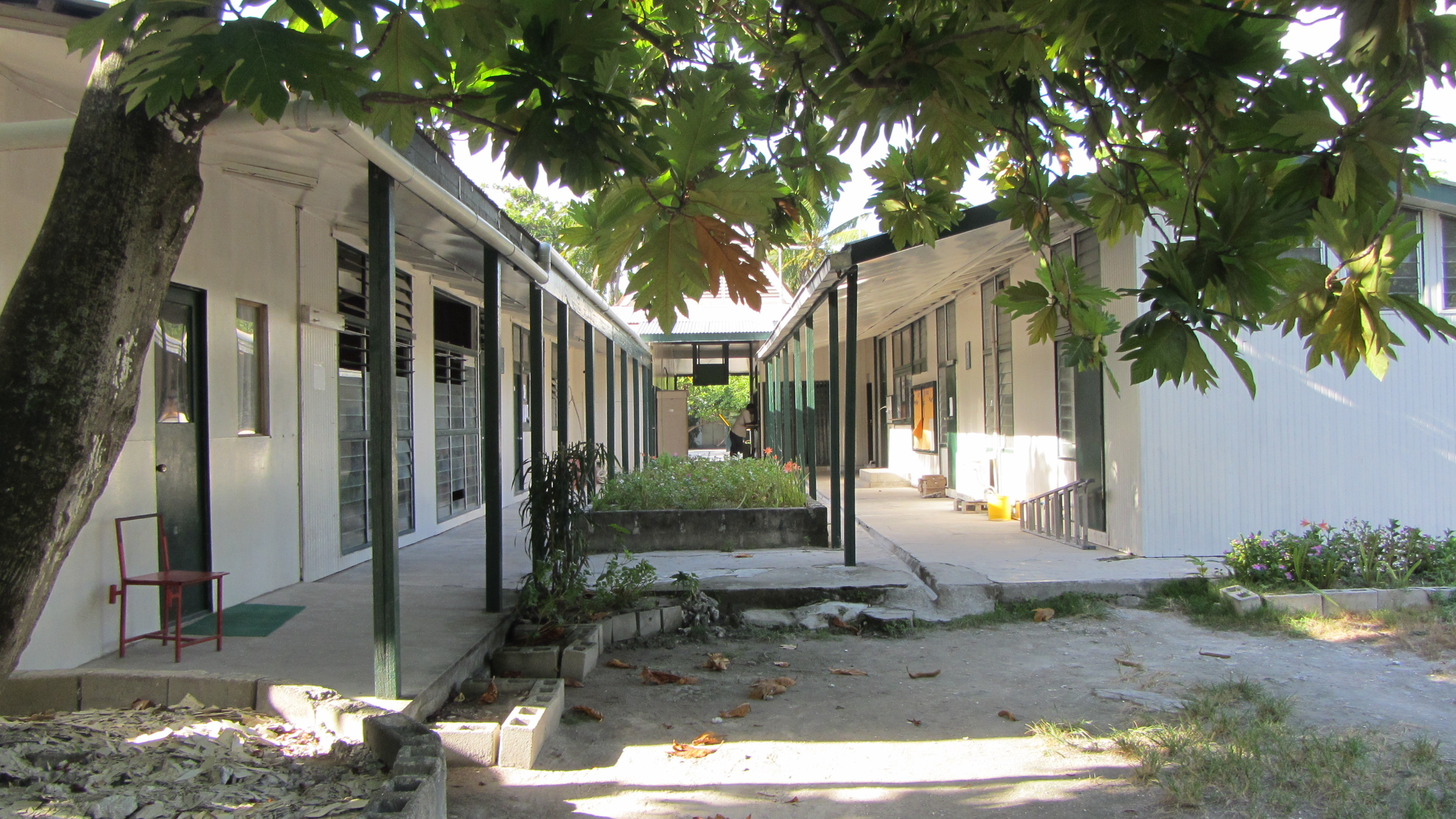
Campus Kiribati
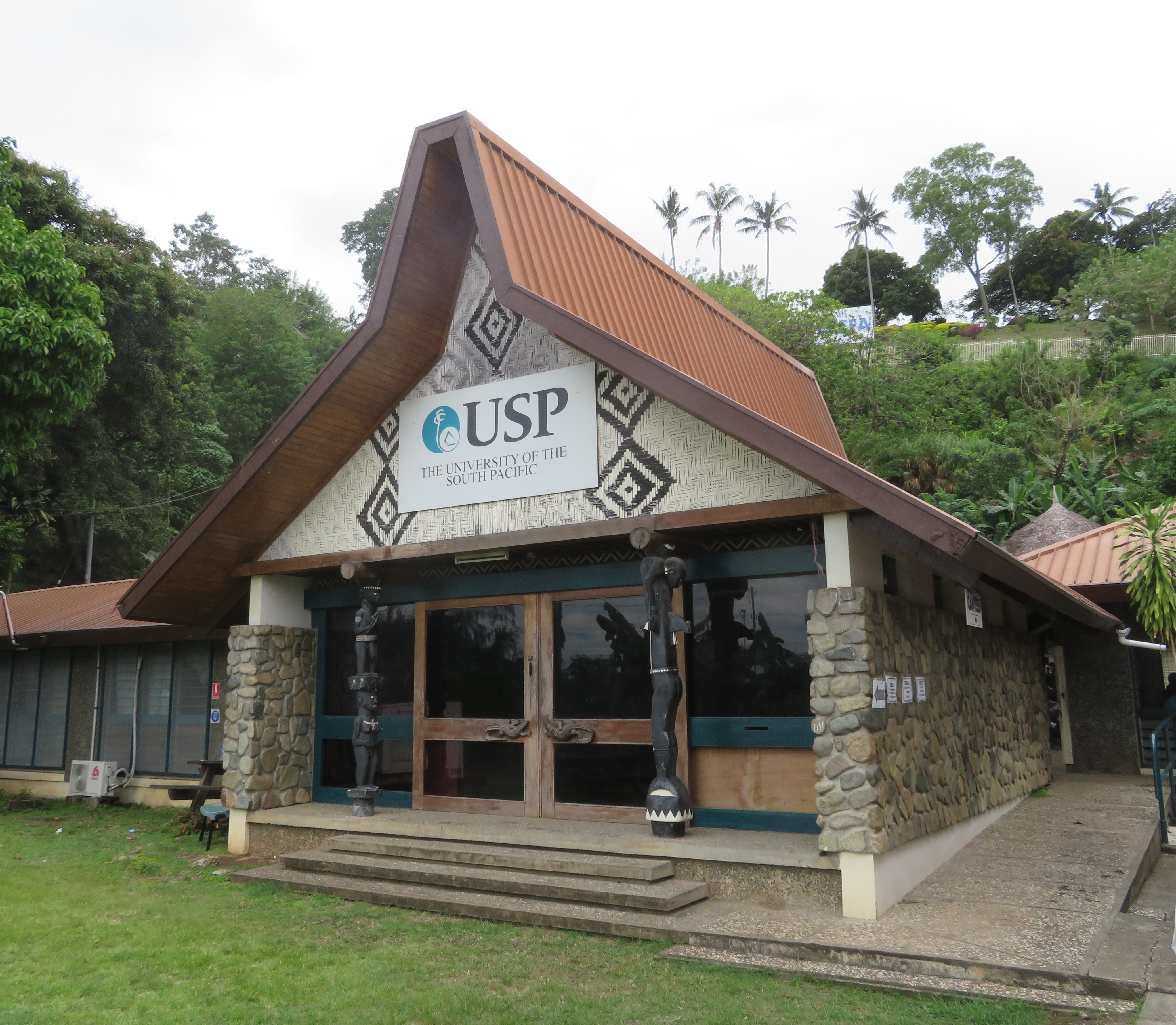
Campus en Honiara, Islas Salomón (2019)
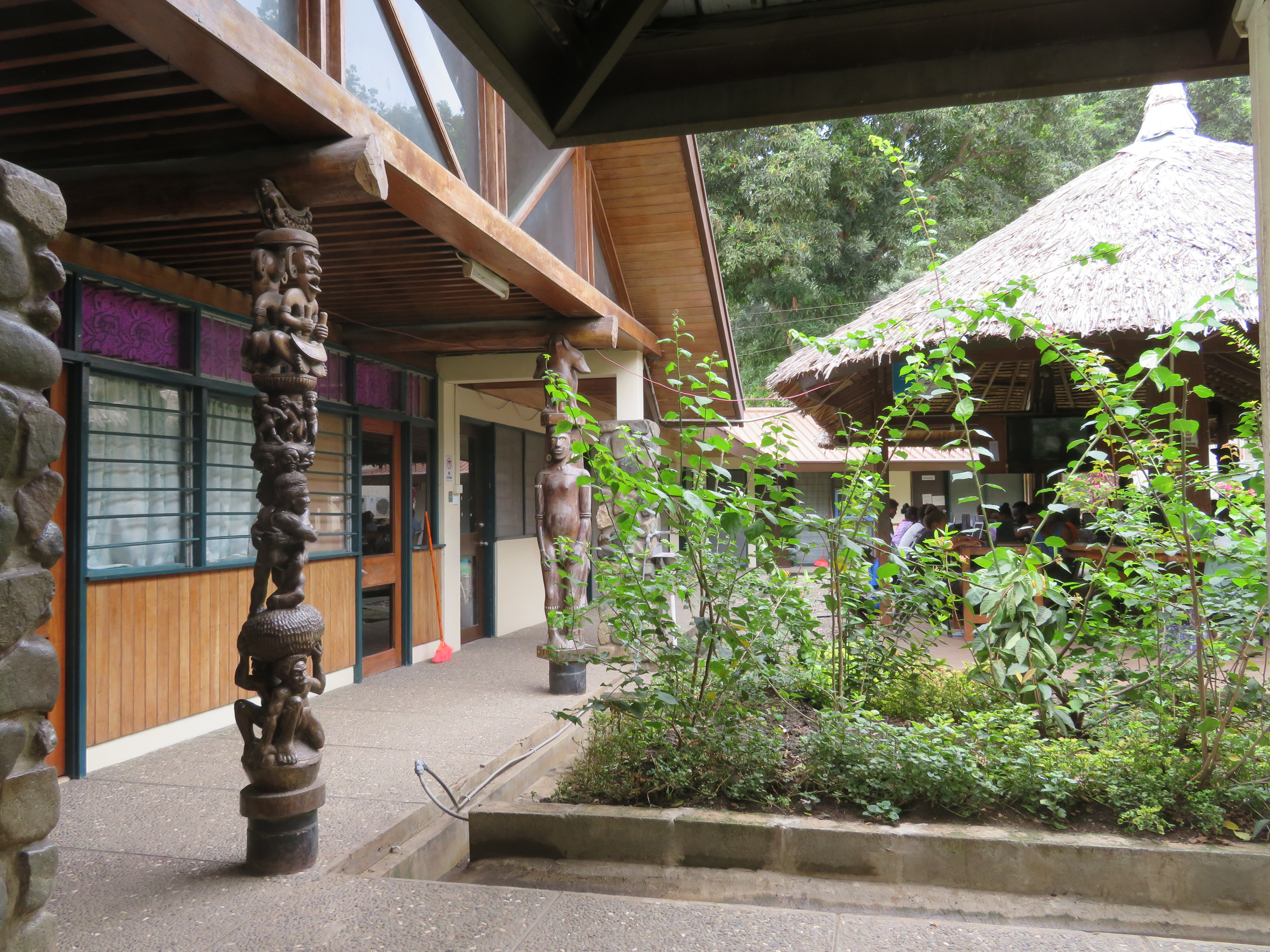
Campus en Honiara, Islas Salomón (2019)